# Constant Le Breton
Pour les articles homonymes, voir Le Breton.
 (mars 2015).
Si vous disposez d'ouvrages ou d'articles de référence ou si vous connaissez des sites web de qualité traitant du thème abordé ici, merci de compléter l'article en donnant les références utiles à sa vérifiabilité et en les liant à la section « Notes et références ».
Constant Le Breton, né le 11 mars 1895 à Saint-Germain-des-Prés (Maine-et-Loire) et mort le 26 février 1985 à Paris 6e, est un peintre, graveur et illustrateur français.

## Biographie

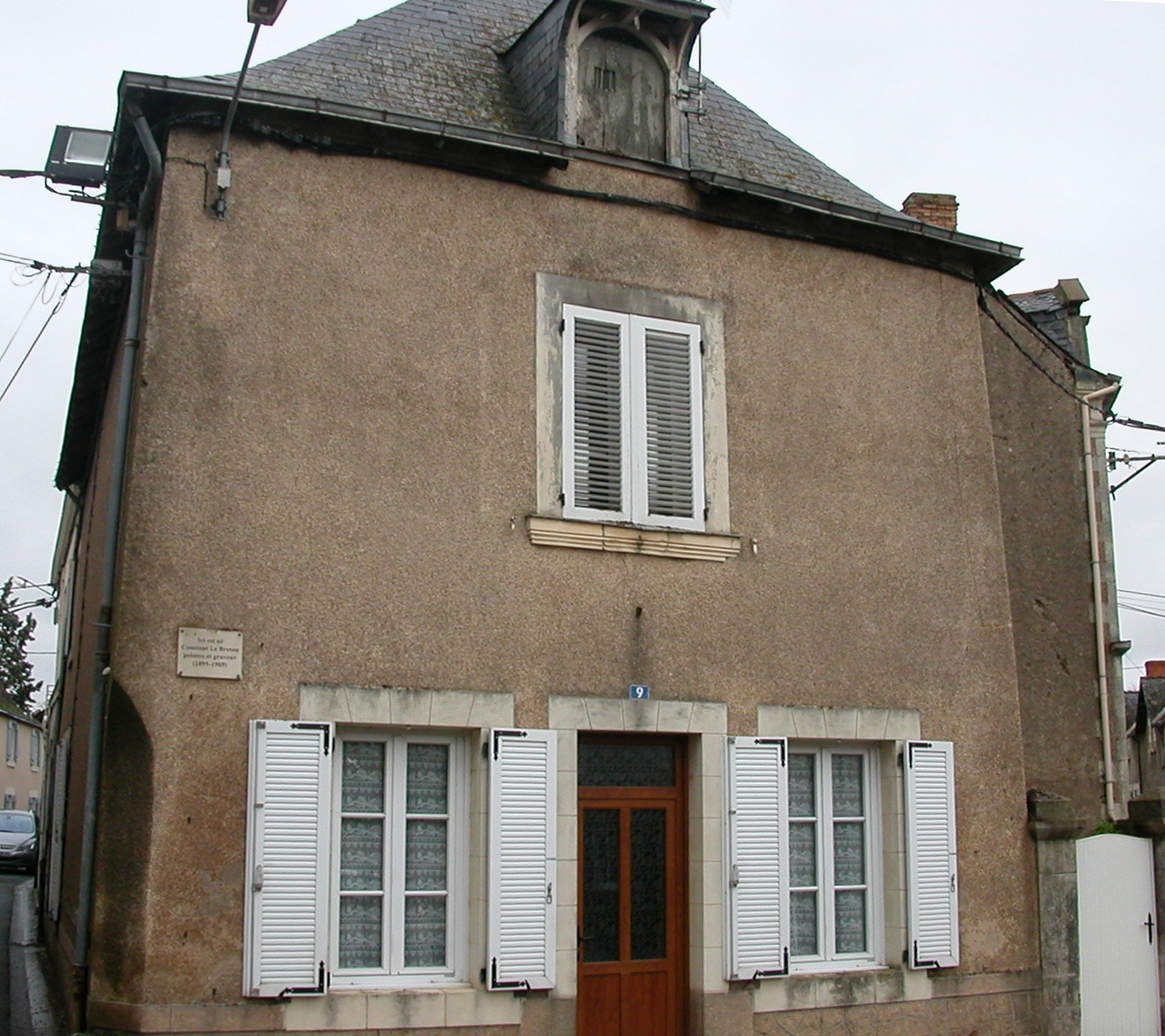
Maison natale de Constant Le Breton à Saint-Germain-des-Prés.

Né d'une famille de mariniers de la Loire, Constant Le Breton est admis en apprentissage à Nantes, puis au Mans. Il est reçu à l'École des arts décoratifs de Paris, mais ne peut en suivre les cours faute de bourse. Ses parents le firent alors entrer chez un peintre spécialisé en devantures de magasin, puis il travaille au Mans chez un décorateur.
Mobilisé en 1915, il fait la guerre aux Dardanelles et en Orient. Après l'armistice, il s'installe à Paris et entre chez les frères Amoroso, décorateurs de théâtre, puis il va se consacrer à la gravure sur bois. Il acquiert une bonne réputation comme illustrateur de livres.
Il obtient une bourse  de 12 000 francs de la Fondation Blumenthal en récompense de ses dessins de guerre et s'impose rapidement dans la peinture. Il se lie d'amitié avec ses aînés Maximilien Luce (1858-1941), André Derain (1880-1954), André Dunoyer de Segonzac (1884-1974), ou ses contemporains Robert Antral (1895-1939), Paul Belmondo (1898-1982) et Yves Brayer (1907-1990).
Il peint les portraits d'Alphonse de Chateaubriant, Charles Dullin, Ingrid Bergman, Béatrice Bretty, Maurice Genevoix, Henri Mondor, la comtesse de Chabrignac et de nombreux autres, comme ses amis Maximilien Luce et André Derain. Il pratique aussi le paysage, la nature morte et les scènes d'intérieur.
En 1926, il s'installe avec son épouse au 21, rue Visconti à Paris, dans une petite maison à gauche au fond de la cour ou il restera jusqu'à sa mort. En 1927, son premier enfant y voit le jour. Ce n'est qu'en 1937 que son ami Cassandre lui propose de louer son atelier au 19 de la même rue, ce qu'il accepta.
Constant Le Breton meurt à Paris le 26 février 1985.

## Postérité
L'Association des amis du peintre Constant Le Breton perpétue sa mémoire. André Jeanjean (1929-2017), ancien élève et professeur à l'école des hautes études commerciales, en fut le secrétaire général en 1998.

## Œuvres

### Œuvres dans les collections publiques
- Angers, musée des Beaux-Arts : Portrait d'un vieux marinier, 1971, huile sur toile.
- Boulogne-Billancourt : 
  - musée des Années Trente : Sous l'ombrelle à la plage.
  - musée Paul-Belmondo : Portrait de Paul Belmondo.
- Paris : 
  - musée d'Art moderne de Paris : 
    - Paysage avec un bateau, huile sur toile, 50 × 61 cm, achat de l'État 1942 ;
    - Portrait du peintre Derain, 1938, huile sur toile ;
    - Portait d'Henri Mondor, estampe ;
    - L'Écolier, 1933, huile sur toile ;
    - Portrait de René Héron de Villefosse, 1948, huile sur toile ;

  - musée Carnavalet : Portrait de Charles Dullin, 1948, huile sur toile.
  - musée national d'Art moderne :
    - Départ pour le bal travesti, 1941, huile sur toile, 200 × 220 cm ;
    - Fillette en blanc, 1931, huile sur toile.

  - Petit Palais : Les Trois âges de la vie (Le travail masculin), esquisses pour l'école de la rue Küss à Paris.
- Quimper, musée départemental breton : 
  - Bigoudène au tricot ;
  - Vieux paysan breton.

### Illustration
- Gérard de Nerval, Les Filles du Feu (Sylvie, Jemmy, Octavie, Isis, Émilie) et Le rêve et la vie (Aurélia), Collection Marpon & Cie, Paris, 1921 (30 gravure sur bois originales).
- Charles Maurras, Les amants de Venise, George Sand et Alfred de Musset, Paris, Éditions G. Crès, 1924, 387 p.
- Joseph Kessel, L'équipage, Paris, Éditions Gallimard, éditions de la Nouvelle Revue française, 1925.
- Maurice Boissard (pseudonyme de Paul Léautaud),  Villégiature, suivi de Un livre sur Paris, avec cinq bois gravés de Constant Le Breton, éditions de la Belle Page, 1925
- Paul Bourget, Gérard d'Houville, Henri Duvernois, Pierre Benoit, Micheline et L'amour (Le Roman Des Quatre), Paris, Éditions Fayard, Collection « Le Livre de demain », n° 68, 1928, 128 p. (52 bois originaux).
- Colette, La Fin de Chéri, Éditions Arthème Fayard et Cie, Collection « Le Livre de Demain », 1929, 110 p.
- Gœthe, Faust suivi du Second Faust, Éditions de la Pléiade, coll. « Les chefs-d'œuvre illustrés », n° 6, 1930, 274 p.
- Alphonse de Châteaubriant, La réponse du seigneur, couverture, Éditions Bernard Grasset, 1933.
- Georges Duhamel, Vue de la Terre Promise, Paris, Éditions Fayard Collection « Le Livre de demain », n° 117, 1948 (34 bois originaux).

## Salons
- Salon des peintres témoins de leur temps de 1957 : Portrait d'Henri Mondor.

## Expositions
- Paris, musée Marmottan Monet, Exposition pour le centenaire de la naissance du peintre Constant Le Breton, 1995.
- Boulogne-Billancourt, du 22 octobre 2002 au 9 février 2003.